# Arman Gegamjan
Arman Gegamjan (* 12. září 1981 Achurjan) je bývalý arménský zápasník – klasik.

## Sportovní kariéra
Zápasení se věnoval od 8 let po boku staršího bratra Levona. Specializoval se na řecko-římský styl. V arménské mužské reprezentaci s pohyboval od roku 2000 ve váze do 85 kg, od roku 2002 ve váze do 96 kg. V roce 2004 a 2008 se na olympijské hry nekvalifikoval. Od roku 2010 se v reprezentaci neprosazoval na úkor talentovaného Artura Aleksanjana. Sportovní kariéru ukončil v roce 2012.

## Výsledky
| Turnaj             | 1999 | 2000 | 2001 | 2002 | 2003 | 2004 | 2005 | 2006 | 2007 | 2008 | 2009 |
| Turnaj             | 18   | 19   | 20   | 21   | 22   | 23   | 24   | 25   | 26   | 27   | 28   |
| Turnaj             | -85  | -85  | -85  | -96  | -96  | -96  | -84  | -84  | -96  | -96  | -96  |
| ------------------ | ---- | ---- | ---- | ---- | ---- | ---- | ---- | ---- | ---- | ---- | ---- |
| Olympijské hry     |      | —    |      |      |      | —    |      |      |      | —    |      |
| Mistrovství světa  | —    |      | úč.  | —    | úč.  |      | úč.  | —    | úč.  |      | úč.  |
| Mistrovství Evropy | —    | úč.  | úč.  | —    | úč.  | —    | úč.  | —    | úč.  | úč.  | úč.  |
| MS juniorů         | 3.   | —    | úč.  |      |      |      |      |      |      |      |      |
| ME juniorů         | úč.  | 3.   |      |      |      |      |      |      |      |      |      |